# Raphaël Glorieux
Raphaël Glorieux (* 26. Januar 1929 in Quévy-le-Petit; † 19. August 1986 in La Louvière) war ein belgischer Radrennfahrer.

## Sportliche Laufbahn
Glorieux war Teilnehmer der Olympischen Sommerspiele 1948 in London. Dort startete er im Bahnradsport. In der Mannschaftsverfolgung belegte er mit dem belgischen Team den 5. Rang.
Er gewann 1949, 1950 und 1951 die nationale Meisterschaft in der Einerverfolgung. Bei den UCI-Bahn-Weltmeisterschaften 1951 wurde er in dieser Disziplin Zweiter hinter Mino De Rossi. 1951 gewann er mit dem Muratti Gold Cup einen der bedeutendsten britischen Bahnradsportwettbewerbe. 
Glorieux wurde 1952 Berufsfahrer im Radsportteam Mercier-Hutchinson und blieb bis 1956 aktiv. 1952 und 1953 gewann er bei den Radprofis die nationale Meisterschaft in der Einerverfolgung. 1954 wurde er Zweiter. Er bestritt auch Rennen im Straßenradsport, war dort aber weniger erfolgreich. Glorieux bestritt einige Sechstagerennen, kam aber auf keinen Podiumsrang. 1951 gewann er als Amateur das Rennen Brussel–Opwijk.

## Familiäres
Sein Bruder Gabriel Glorieux war ebenfalls Radrennfahrer.